# 健康管理系統
健康管理系統（英語：Health management system）屬進化醫學或演化醫學的範疇，是指一個专业的計量系統，透過对个人或人群的健康危险因素进行监测、评估、指导的全过程，其宗旨是调动个人及集体的积极性，有效地利用有限的资源来达到最大的健康效果。這個系統可以是經由一群專家來主理，又或透過自我的監管完成。而健康自主管理則是透過適當已建立的專家資料庫或是自我教育的方式，建立自身健康管理的能力，進而利用自己的力量，每天或即時的針對自己的健康指標進行監控與維護，而不再只是透過上述專家，定時定點的健康管理。

## 关联条目
- 安慰劑

## 外部連結
- 《健康管理》期刊網址 （页面存档备份，存于）
- Richard Dawkins interviews Nicholas Humphrey upon Placebos（页面存档备份，存于）